# La Carrau
La Carrau és un grup de música folk en català de Terrassa. El grup es va formar l'any 1997 i durant la seva trajectòria ha actuat arreu dels Països Catalans.

## Discografia
- Escalivada mecànica (1999, maqueta)
- Una dotzena (2002)
- Quin bon bori (2004)
- Dins la Taifa (2007)
- Cap, cor, fel (2011)